# Hypnagoge hallucinatie
Een hypnagoge hallucinatie (droombeeld) is een hallucinatie die optreedt wanneer iemand in slaap begint te vallen (tijdens de overgang van waken naar slapen). Praktisch gezien is een hypnagoge hallucinatie een droom die op het "verkeerde" moment optreedt in de slaapcyclus. 
Een hypnagoge hallucinatie kan erg beangstigend zijn, maar is meestal geen reden tot zorg. Een hypnopompe hallucinatie treedt, in tegenstelling tot een hypnagoge hallucinatie, op wanneer de patiënt wakker wordt (tijdens de overgang van slapen naar waken).
Een hypnagoge hallucinatie kan optreden als gevolg van een overmaat aan stress en kan worden gevolgd door een paniekaanval. Ook slaapverlamming komt voor.
De meeste mensen ervaren enkele keren in hun leven hypnagoge en/of hypnopompe hallucinaties, maar zijn zich daar vaak niet eens van bewust. Wanneer sprake is van veel stress komt het verschijnsel vaker voor en is de ervaring intenser. Omdat het een beangstigende ervaring kan zijn, kan men bang worden om te gaan slapen met meer stress en meer slaapproblemen tot gevolg. Besef dat het een onschuldige reactie is op het eigen stressniveau (de hersenen slaan alarm zonder werkelijke dreiging) en het hanteren van een goede "slaaphygiëne" kunnen helpen deze vicieuze cirkel te doorbreken. 

## Verschijnselen
- Nachtmerries direct na het sluiten van de ogen
- Horen van stemmen, zonder dat iemand in de directe omgeving praat
- Horen van muziek, zonder een aanwijsbare geluidsbron
- Horen van geluiden (zoals voetstappen), zonder aanwijsbare geluidsbron
- Zien van (vreemde, enge) beelden of gezichten, na het sluiten van de ogen
- Voelen van prikkels, alsof iets of iemand de patiënt aanraakt
- Paniekaanvallen tijdens de slaap of omdat de patiënt wakker schrikt
- Slaapverlamming tijdens de slaap
- Levendige dromen

## Oorzaken
- Overmatige stress
- Overspannenheid
- Burn-out